# Idiommata iridescens
Idiommata iridescens is een spinnensoort uit de familie Barychelidae. De soort komt voor in Queensland.